# NGC 3679
NGC 3679 est une galaxie elliptique relativement éloignée, vue de face et située dans la constellation du Lion. NGC 3679 a été découverte par l'astronome germano-britannique William Herschel en 1784.

## Caractéristiques
NGC 3679 présente une large raie HI.

### Distance
Sa vitesse par rapport au fond diffus cosmologique est de 8 812 ± 47 km/s, ce qui correspond à une distance de Hubble de 130,0 ± 9,1 Mpc (∼424 millions d'al).
À ce jour, une mesure non basée sur le décalage vers le rouge (redshift) donne une distance d'environ 93,700 Mpc (∼306 millions d'al). Cette valeur est à l'extérieur des valeurs de la distance de Hubble. Notons que c'est avec la valeur moyenne des mesures indépendantes, lorsqu'elles existent, que la base de données NASA/IPAC calcule le diamètre d'une galaxie et qu'en conséquence le diamètre de NGC 3679 pourrait être d'environ 18,9 kpc (∼61 600 al) si on utilisait la distance de Hubble pour le calculer.